# Engbergen (recreatiegebied)
Engbergen is een recreatiegebied op de grens van de Gelderse streken de Achterhoek en de Liemers in de gemeente Oude IJsselstreek. 
Engbergen ligt in de gelijknamige buurtschap op ongeveer één kilometer ten oosten van Gendringen. In het recreatiegebied bevinden zich onder andere een rivierduin met bos, een natuur- en wandelgebied met zogeheten 'blotevoetenpad', paardensportcentrum Diekshuus, een bijenstal, een openluchttheater, twee restaurants waarvan één met grote speeltuin, een uitkijktoren, een kinderboerderij, een klein vliegveldje voor ultralight vliegtuigen, korenmolen Molen Van Hal en golfbaan 't Lohr.

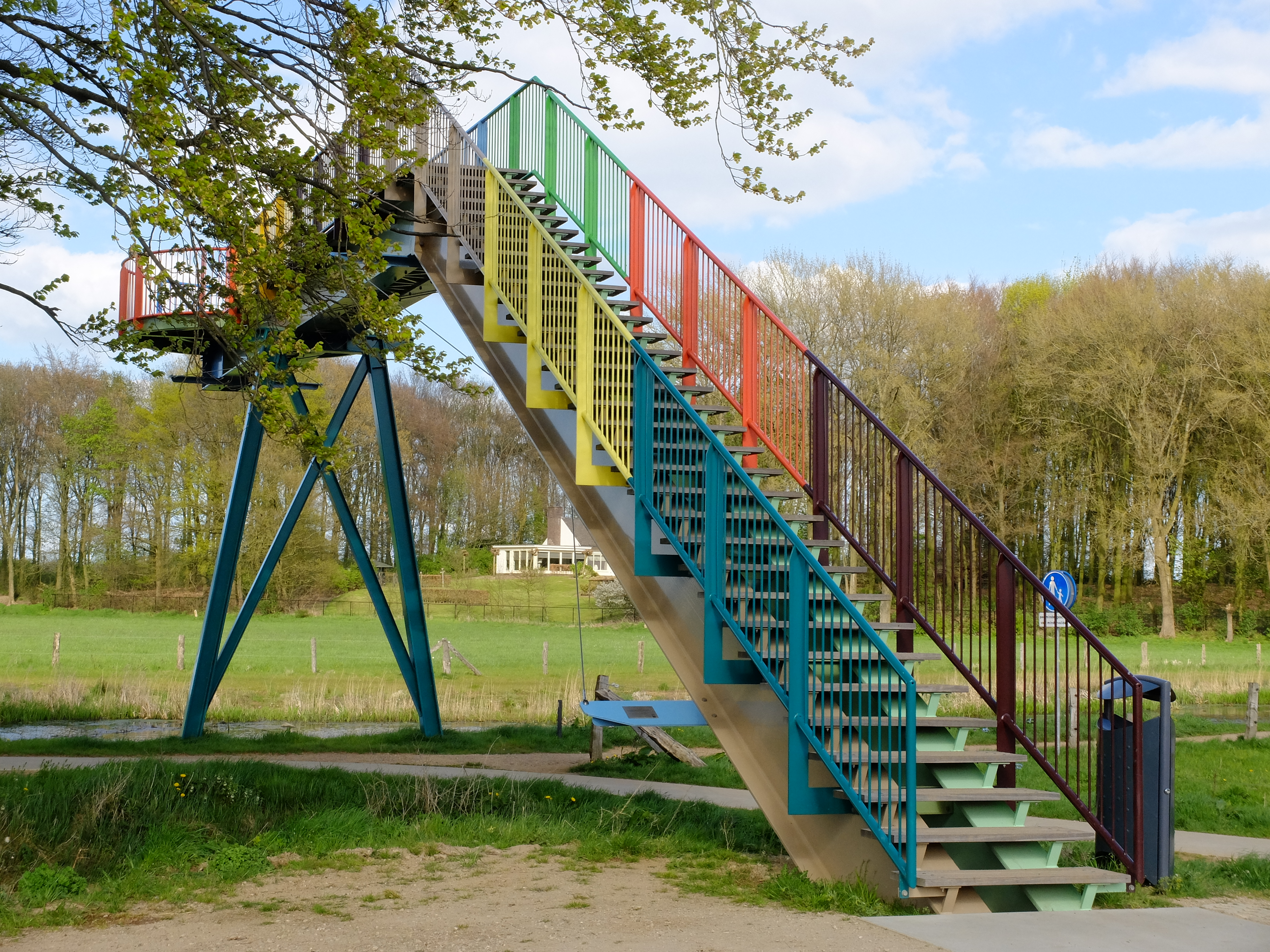
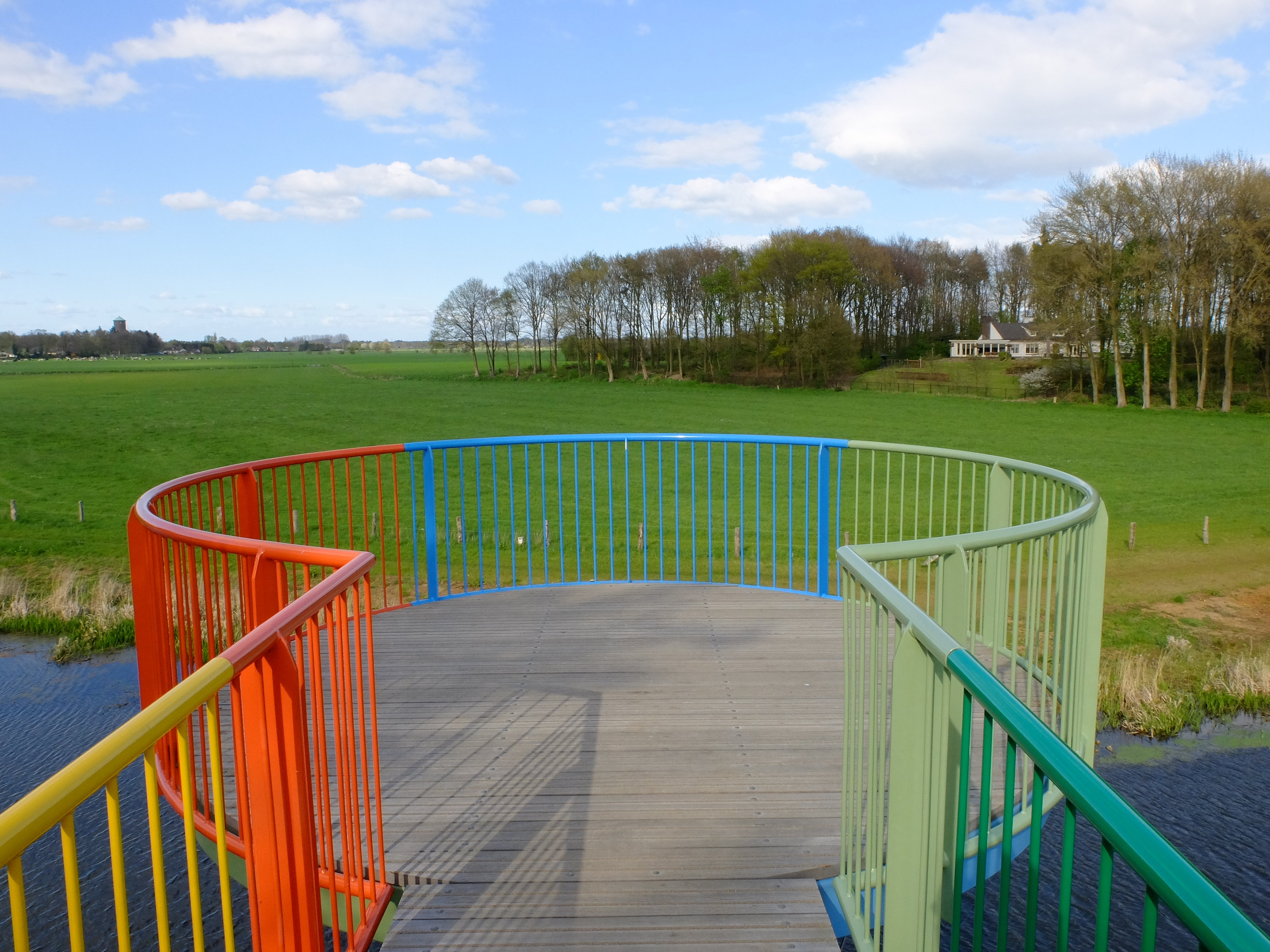
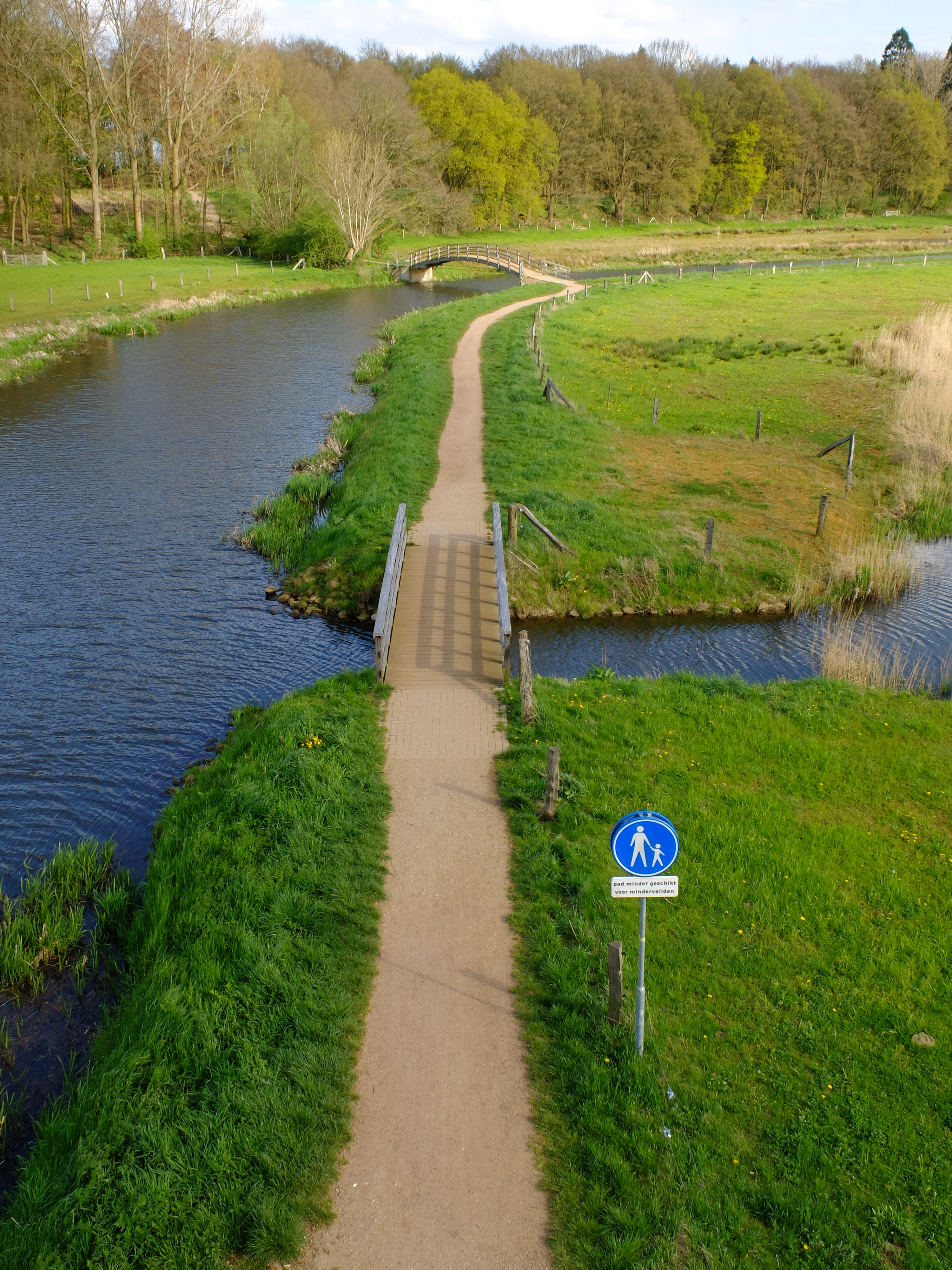
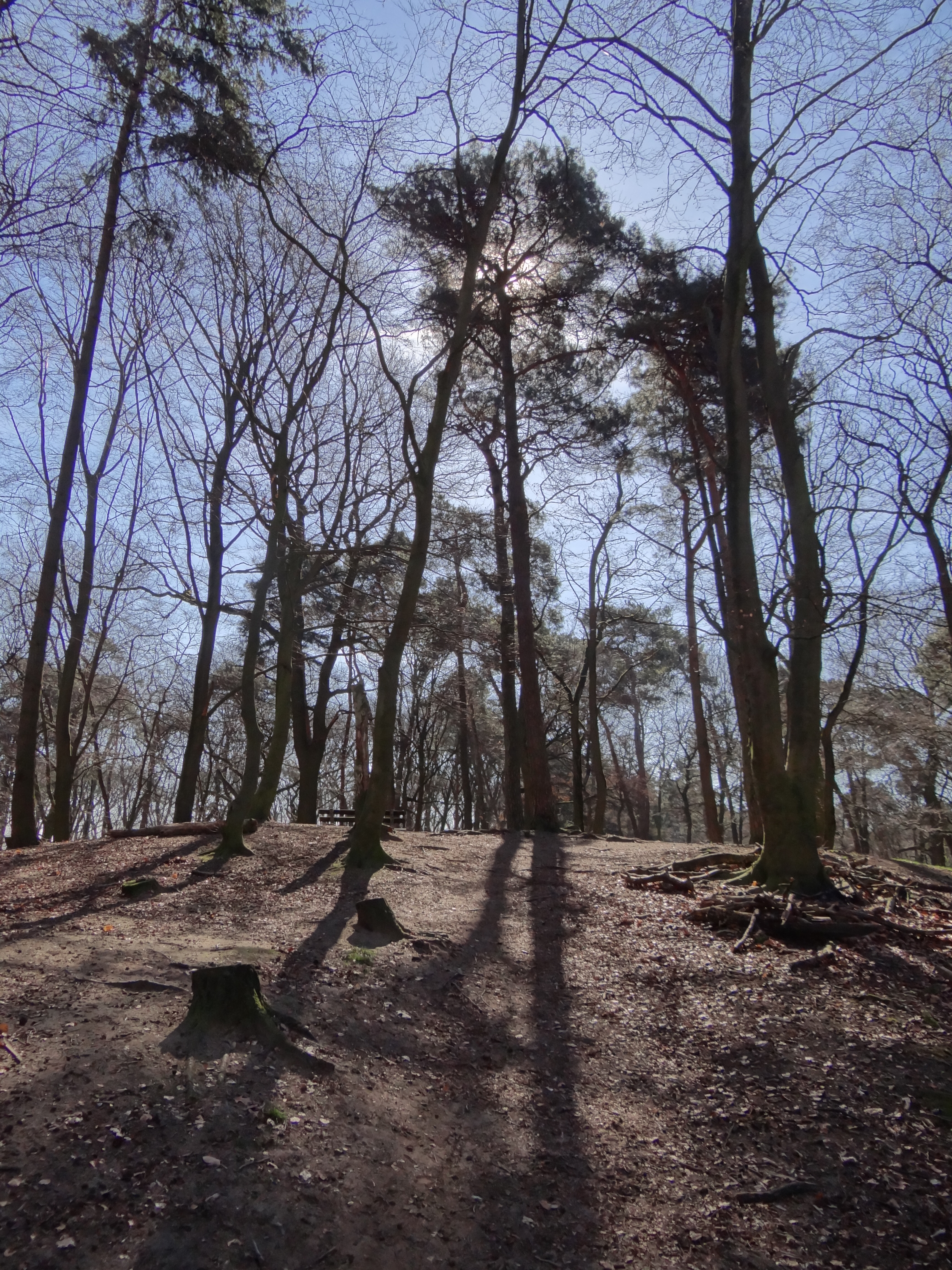